# Nizozemské Antily na Letních olympijských hrách 1988
Nizozemské Antily se účastnily Letní olympiády 1988 v jihokorejském Soulu. Bylo zastoupeno 3 sportovci (2 muži a 1 žena) ve 3 sportech.

## Medailisté
| Medaile | Jméno       | Sport    | Soutěž |
| ------- | ----------- | -------- | ------ |
| Stříbro | Jan Boersma | Jachting | Muži   |